# Granita

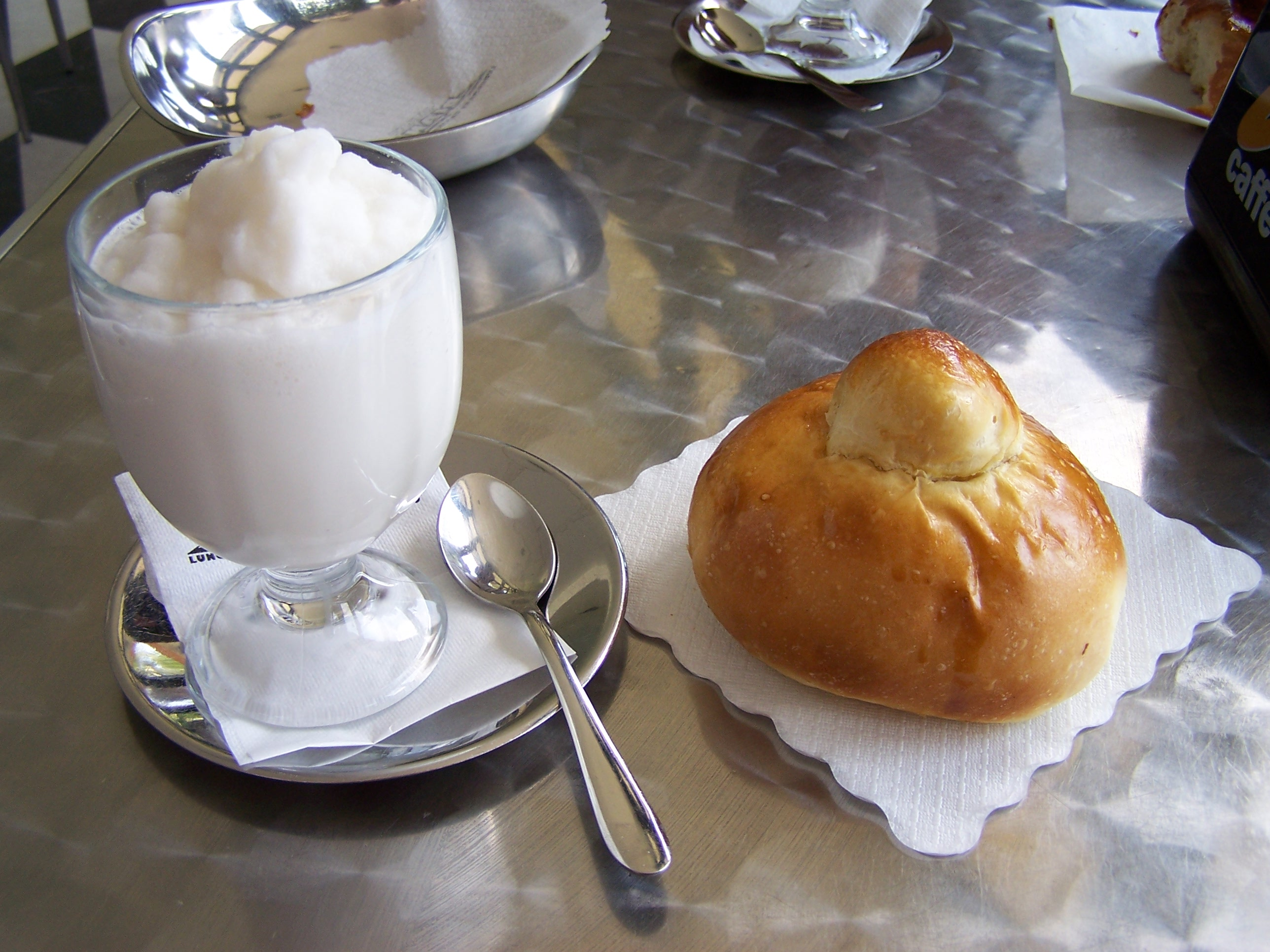
La granita, amb gust d'ametlla, se sol prendre a Sicília amb un brioix

La granita (en italià també granita siciliana) és una beguda de consistència semblant a un sorbet lleuger, més fina que la dels granissats valencians. S'elabora amb sucre, aigua i condiments. És originària de Sicília, tot i que es troba a tot Itàlia. Relacionada amb el sorbet i el gelat italià, en la major part de Sicília té una textura més gruixuda i cristal·lina. L'escriptor gastronòmic Jeffrey Steingarten afirma que «la textura desitjada sembla canviar de ciutat en ciutat» a l'illa: a la costa oest i Palerm acostuma a ser més gruixuda, i a l'est és gairebé tan fina com el sorbet. Això és en gran manera el resultat de diferents tècniques de congelació: les varietats més fines s'elaboren en una geladora, mentre que les més gruixudes es congelen només amb agitacions ocasionals, i després es raspen per obtenir cristalls solts.
Entre els sabors tradicionals i habituals, hi ha el de llimona, mandarina, gessamí, cafè, ametlla, menta, pinya i, en temporada, de maduixa i de mora. Les granites de xocolata són tradicionals a la ciutat de Catània i, segons Steingarten, en cap altre lloc de Sicília. Els matisos dels ingredients sicilians són importants per al gust final de la granita: les llimones sicilianes són menys àcides i més florals que la llimona Meyer, mentre les ametlles usades contenen algunes d'amargues, crucials per al toc distintiu.
La granita de cafè és molt comuna a la ciutat de Messina, mentre que la granita d'ametlles és popular a Catània. A l'estiu, és habitual prendre com a esmorzar un gelat ficat dins d'un brioix, com si fos un entrepà.
La granita es troba a Sicília sovint servida en un got de paper o plàstic, amb una cullereta de plàstic o de vegades amb palleta.